# Mibu no Tadamine
Mibu no Tadamine (壬生忠岑?) fue un poeta waka de la corte (898-920) de principios del período Heian y miembro designado de los de Treinta y seis poetas inmortales. Su hijo Mibu no Tadami fue también un poeta distinguido.

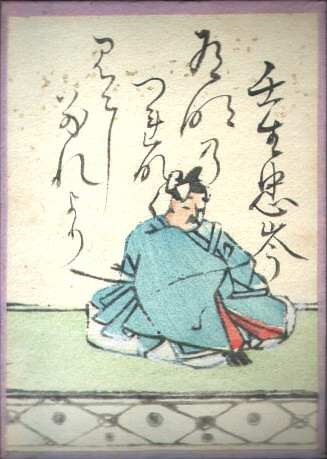
Mibu no Tadamine, del Ogura Hyakunin Isshu.

Surgió como un poeta importante a principios del auge de la poesía, periodo conocido como el Koresada no miko no ie no uta'awase (是貞の親王家歌合?), y estuvo envuelto en varias actividades poéticas de la época, incluyendo la compilación del Kokin Wakashū. Se preserva una colección de sus poemas en el tadamine shū, aunque más de la mitad de ellos no son considerados canónicos. Es también famoso por el Tadamine Juttei (忠岑十体?) (945), un influyente trabajo de la crítica Heian.